# Club Flamengo de Sucre
Club Flamengo de Sucre é um clube de futebol sediado na cidade de Sucre, na Bolívia. Atualmente disputa a Liga Nacional B (Segunda Divisão).
Seu estádio, o Olímpico Patria, possui capacidade de 32.000 lugares.

## História
O clube foi fundado em 27 de maio de 1966 por empresários brasileiros, como Club Atlético Flamengo. Anos depois de sua criação, foi rebatizado com o mesmo nome de seu homônimo brasileiro.
Estreou na Liga Profesional de Sucre em 1977, onde atuaria por mais três anos, mas problemas de comando do time forçaram o rebaixamento à Segunda Divisão da Liga.
Em 2011, após vencer a Primera "A" da ACHF, promovida pela Associação de Futebol de Chuquisaca, garantiu seu acesso à Liga Nacional B.